# Arxiu del Parlament de Catalunya

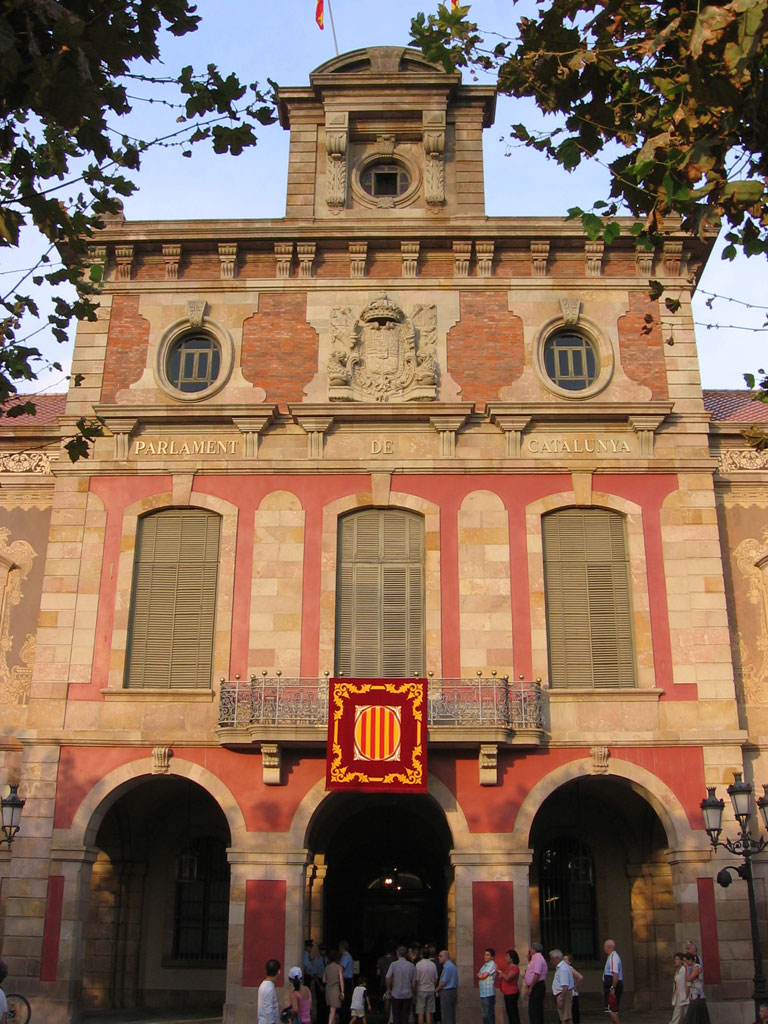
Façana del Parlament de Catalunya.

L'Arxiu del Parlament de Catalunya és l'arxiu que conserva tota l'activitat realitzada al Parlament de Catalunya. Disposa de 1200 Metres lineals.

## Història
La institució parlamentària a Catalunya té la seva reminiscència en les assemblees de pau i treva i la Cort comtal. Durant l'edat mitjana i la moderna les Corts Generals de Catalunya varen continuar tenint un rol important vinculat a l'activitat de la casa reial.
Durant la Segona República Espanyola, concretament el 1932, les Corts de la República aprovaven el govern català amb la instauració de la Generalitat de Catalunya, que es conformava d'un poder legislatiu - el Parlament de Catalunya -, un poder executiu, integrat pel president de la Generalitat i el Consell Executiu, i un poder judicial, el Tribunal de Cassació. La dictadura franquista va abolir el govern de Catalunya i no va ser fins a 1977 que va retornar el president en l'exili.
Una vegada aprovada la Constitució espanyola en 1978 i aprovat i ratificat el nou Estatut d'autonomia de Catalunya el 1979, la Generalitat va quedar restablerta de manera definitiva, i així mateix la institució que exerceix el poder legislatiu: el Parlament de Catalunya. En aquesta nova etapa democràtica es varen celebrar les primeres eleccions al Parlament el març del 1980 i des d'aleshores fins a l'actualitat la institució parlamentària ha desenvolupat la seva activitat d'acord amb les funcions que li encomana l'Estatut d'autonomia de Catalunya.
L'actual Arxiu del Parlament de Catalunya es va constituir a principis de la II legislatura, concretament el 1984, moment en què van començar les transferències de la documentació parlamentària de la I legislatura.

## Objectius
Segons els Estatuts de Règim i Govern Interior (ERGI), l'Arxiu s'ocupa de l'organització i el tractament de la documentació produïda o rebuda pel Parlament, en qualsevol forma o suport material, com a resultat de l'activitat dels òrgans parlamentaris i dels serveis administratius, per assegurar la conservació i la consulta, si és el cas, de la informació.

## Fons documentals
Entre els fons documentals que conserva l'Arxiu del Parlament en destaca la documentació produïda per l'activitat parlamentària des de la I legislatura (1980) fins a l'actualitat, que es conforma per la documentació produïda per les iniciatives parlamentàries (lleis, resolucions, mocions, preguntes, sol·licituds d'informació, l'elecció del president de la Generalitat, de senadors, del Síndic de Greuges, d'altres càrrecs públics, ....), la documentació produïda pels òrgans de la Cambra (Ple del Parlament, Mesa, Diputació Permanent, Junta de Portaveus, les comissions parlamentàries,....), i la documentació dels serveis administratius.
Així mateix l'Arxiu parlamentari conserva part de la documentació produïda pel Parlament de l'època republicana (1932-1938). En conserva la col·lecció completa del Diari de Sessions (donació Villamartín) i documents solts de l'activitat parlamentària i administrativa d'aquella època, recuperats gràcies a la donació de la família Perxés, que ostentà la custòdia d'aquests documents durant l'etapa de la dictadura franquista. L'Arxiu també conserva els expedients de les obres de rehabilitació del Palau del Parlament (1932-1933) i l'Àlbum de fotografies de condicionament del Palau (1932) gràcies a la donació de la família Mainart. De la mateixa època conserva també alguns documents d'un funcionari de la Cambra (donació Busquet).
Entre d'altra documentació que conserva l'Arxiu del Parlament, en destaca també la documentació produïda per l'Estatut de Sau (1978-1979) i el fons personal de Marcel·lí Domingo (1901-1939) (donació Fornas). L'Arxiu també conserva una col·lecció de la documentació produïda pels partits polítics en el marc de les diferents eleccions polítiques.

## Productes documentals en línia
L'Arxiu elabora diversos productes documentals amb informació sobre les tramitacions parlamentàries i sobre els diputats i els òrgans parlamentaris, aquests productes es poden consultar en línia des de l'apartat Informació sobre l'activitat parlamentària de la Cambra catalana del portal parlamentari.